# Lasinja
Lasinja – wieś w Chorwacji, w żupanii karlowackiej, siedziba gminy Lasinja. W 2011 roku liczyła 573 mieszkańców.
Leży nad rzeką Kupą, na wysokości 125 m n.p.m. Miejscowa gospodarka oparta jest na rolnictwie.
Rozwój wsi miał miejsce w XVIII wieku.